# Torraye Braggs
Torraye Lamar Braggs (nacido el 15 de mayo de 1976 en Fresno, California) es un exjugador de baloncesto estadounidense que disputó dos temporadas en la NBA, transcurriendo el resto de su carrera en ligas menores de su país, y una docena de países de todo el mundo. Con 2,03 metros de estatura, jugaba en la posición de ala-pívot.

## Trayectoria deportiva

### Universidad
Tras pasar dos años en el San Jose Community College, jugó dos temporadas con los Musketeers de la Universidad Xavier, en las que promedió 13,4 puntos, 7,8 rebotes y 2,5 asistencias por partido.

### Profesional
Fue elegido en la quincuagésimo séptima posición del Draft de la NBA de 1998 por Utah Jazz, pero fue cortado antes del comienzo de la temporada, fichando entonces por el Alerta Cantabria Lobos de la liga ACB española. Jugó 7 partidos, en los que promedió 15,7 puntos y 6,7 rebotes, siendo despedido y sustituido por Keith Tower. Pocos días después ficha por el CB Gran Canaria para reemplazar a Albert Burditt, con los que disputó 13 partidos, en los que promedió 17,3 puntos y 7,8 rebotes.
Regresó a su país para volver a probar con los Jazz, pero no llegó a debutar. Jugó entonces en los Rockford Lightning hasta que en abril de 2000 regresó a España para fichar por el Bàsquet Manresa, sustituyendo a Tim Perry. Jugó únicamente cuatro partidos, en los que promedió 15,0 puntos y 8,2 rebotes.
En 2001 fichó por el Aris Salónica BC griego, y posteriormente en el verano jugó con los Toros de Aragua venezolano y los Cangrejeros de Santurce de la liga de Puerto Rico, con los que promedió 14,5 puntos y 7,4 rebotes por partido.
Volvió a la liga griega en 2002 para jugar en el PAOK Salónica BC, pero fue despedido en el mes de diciembre, siendo  sustituido por Wendell Alexis, fichando poco después por el Hapoel Jerusalem de la liga de Israel. En verano de 2003 regresó a la liga portorriqueña, jugando en los Gallitos de Isabela, donde promedió 17,3 puntos y 11,3 rebotes por partido, y en los Maratonistas de Coamo, promediando 20,5 puntos y 7,9 rebotes.
Antes del comienzo de la temporada 2003-04 de la NBA fichó como agente libre por los Houston Rockets, con los que disputó 11 partidos como suplente de Maurice Taylor, promediando 3,1 puntos y 3,1 rebotes. Jugó posteriormente en los Yakima Sun Kings de la CBA hasta que en enero de 2004 firmó contrato por 10 días con los Washington Wizards, renovando por diez días más. Jugó sólo cuatro partidos, promediando 1,5 puntos y 1,3 rebotes.
De ahí pasó a los Sioux Falls Skyforce de la CBA, para marcharse posrteriormente a jugar a la liga filipina, fichando por los Barangay Ginebra Kings, con los que ganaría la competición. De ahí pasó a jugar en el BC Spartak de San Petersburgo ruso, equipo que dejó en marzo de 2005 para regresar a los Houston Rockets de la NBA, jugando 7 partidos en los que apenas contó para Jeff Van Gundy.
En 2005 fichó por los Tulsa 66ers de la NBA D-League, con los que disputó 14 partidos en los que promedió 11,3 puntos y 6,6 rebotes. Jugó posteriormente en el Spartak Primorje ruso y en el Ironi Ramat Gan israelí, en 2007 fichó por el ASK Riga de la liga letona, donde promedió 13,0 puntos y 7,2 rebotes por partido.
Alargó su carrera hasta 2012, jugando en diferentes ligas latinoamericanas, siendo sus últimos equipos los Gaiteros del Zulia de Venezuela y los Caribbean Heat de Cartagena de Colombia.

## Estadísticas de su carrera en la NBA

### Temporada regular
| Temporada | Edad | Equipo             | Liga | Pos. | P  | TIT | MIN  | TC  | TCA | %TC  | 3P  | 3PA | %3P | 2P  | 2PA | %2P  | TL  | TLA | %TL  | R.OF. | R.DEF. | REB | ASIS | ROB | TAP | PER | FP  | PTS |
| 2003-04   | 27   | TOTAL              | NBA  | PF   | 15 | 0   | 10.3 | 1.1 | 2.2 | .485 | 0.0 | 0.0 |     | 1.1 | 2.2 | .485 | 0.5 | 0.8 | .667 | 1.2   | 1.4    | 2.6 | 0.5  | 0.3 | 0.1 | 0.9 | 1.9 | 2.7 |
| 2003-04   | 27   | Houston Rockets    | NBA  | PF   | 11 | 0   | 12.0 | 1.2 | 2.5 | .464 | 0.0 | 0.0 |     | 1.2 | 2.5 | .464 | 0.7 | 1.1 | .667 | 1.4   | 1.7    | 3.1 | 0.5  | 0.4 | 0.2 | 1.1 | 1.9 | 3.1 |
| 2003-04   | 27   | Washington Wizards | NBA  | PF   | 4  | 0   | 5.5  | 0.8 | 1.3 | .600 | 0.0 | 0.0 |     | 0.8 | 1.3 | .600 | 0.0 | 0.0 |      | 0.8   | 0.5    | 1.3 | 0.3  | 0.0 | 0.0 | 0.3 | 2.0 | 1.5 |
| 2004-05   | 28   | Houston Rockets    | NBA  | PF   | 7  | 0   | 3.4  | 0.4 | 1.0 | .429 | 0.0 | 0.0 |     | 0.4 | 1.0 | .429 | 0.0 | 0.0 |      | 1.0   | 0.7    | 1.7 | 0.0  | 0.0 | 0.0 | 0.3 | 0.6 | 0.9 |
| Total     |      |                    | NBA  |      | 22 | 0   | 8.1  | 0.9 | 1.8 | .475 | 0.0 | 0.0 |     | 0.9 | 1.8 | .475 | 0.4 | 0.5 | .667 | 1.1   | 1.2    | 2.3 | 0.3  | 0.2 | 0.1 | 0.7 | 1.5 | 2.1 |